# Collana Almanacchi
La Collana Almanacchi è una serie a fumetti edita dalla Sergio Bonelli Editore. Dall'aprile 2015 gli albi riportano la scritta Magazine in copertina.

## Storia editoriale
Il primo volume del genere edito dalla Bonelli fu l'Almanacco del Mistero 1988, uscito nel novembre 1987. La collana però non esisteva ancora e l'albo era un semplice supplemento alla serie regolare di Martin Mystère. Ad esso seguirono altre pubblicazioni annuali, sempre di Martin Mystère, alle quali poi si aggiunsero gli Almanacchi della Paura dedicati a Dylan Dog.
I numeri usciti prima della nascita ufficiale della Collana Almanacchi furono i seguenti nove:
| Albo                       | Pubblicato il | Dossier                            | Titolo storia                                        | Soggetto          | Sceneggiatura       | Disegni                | Copertina                                 |
| -------------------------- | ------------- | ---------------------------------- | ---------------------------------------------------- | ----------------- | ------------------- | ---------------------- | ----------------------------------------- |
| Almanacco del Mistero 1988 | Novembre 1987 | Guida al mondo misterioso          | Nostra Terra dei Mysteri                             | Alfredo Castelli  | Alfredo Castelli    | Giancarlo Alessandrini | Pino Avonto                               |
| Almanacco del Mistero 1989 | Novembre 1988 | Progetto Terra                     | La scintilla                                         | Alfredo Castelli  | Alfredo Castelli    | Raffaele Della Monica  | Gabriele Pennacchioli                     |
| Almanacco del Mistero 1990 | Novembre 1989 | Anno 2000 e dintorni               | Condominium, ovvero come Donald Trump salvò la Terra | Alfredo Castelli  | Alfredo Castelli    | Giovanni Crivello      | Alfredo Castelli                          |
| Almanacco del Mistero 1991 | Novembre 1990 | I misteri dell'Est Europeo         | Il Documento Lambda                                  | Alfredo Castelli  | Alfredo Castelli    | Giovanni Crivello      | Alfredo Castelli                          |
| Almanacco della Paura 1991 | Marzo 1991    | Howard Phillips Lovecraft          | Dopo il Grande Splendore                             | Tiziano Sclavi    | Tiziano Sclavi      | Gabriele Pennacchioli  | Angelo Stano                              |
| Almanacco della Paura 1991 | Marzo 1991    | Howard Phillips Lovecraft          | La cantina                                           | Tiziano Sclavi    | Tiziano Sclavi      | Corrado Roi            | Angelo Stano                              |
| Almanacco del Mistero 1992 | Novembre 1991 | I misteri del Vicino Oriente       | Ritorno all'Eden                                     | Alfredo Castelli  | Alfredo Castelli    | Luigi Coppola          | Giancarlo Alessandrini e Max Casalini     |
| Almanacco della Paura 1992 | Marzo 1992    | Manuale del cacciatore di fantasmi | La maschera del demonio                              | Tiziano Sclavi    | Claudio Chiaverotti | Gabriele Pennacchioli  | Angelo Stano                              |
| Almanacco del Mistero 1993 | Novembre 1992 | Oriente misterioso                 | Il taglio a nove mani                                | Stefano Di Marino | Alfredo Castelli    | Luigi Coppola          | Giancarlo Alessandrini e Andrea Baricordi |
| Almanacco della Paura 1993 | Marzo 1993    | I vampiri                          | Il diavolo nella bottiglia                           | Tiziano Sclavi    | Tiziano Sclavi      | Luigi Piccatto         | Angelo Stano                              |
| Almanacco della Paura 1993 | Marzo 1993    | I vampiri                          | Il ritorno del vampiro                               | Tiziano Sclavi    | Tiziano Sclavi      | Corrado Roi            | Angelo Stano                              |

La collana vera e propria nacque con l'Almanacco del Giallo 1993, uscito a luglio di quell'anno. La struttura complessiva dell'albo era molto diversa dai precedenti e fu poi adottata dai volumi successivi. Nello stesso mese uscì l'Almanacco della Fantascienza 1993, a dicembre l'Almanacco del Mistero 1994 e l'Almanacco dell'Avventura 1994, nel gennaio dell'anno successivo l'Almanacco del West 1994, ad aprile l'Almanacco della Paura 1994 e così via a rotazione.

## Caratteristiche degli albi
Ogni numero è sempre collegato ad un personaggio della Sergio Bonelli Editore:
- l'Almanacco del Mistero a Martin Mystère (edito fino al 2015)
- l'Almanacco della Paura a Dylan Dog
- l'Almanacco della Fantascienza a Nathan Never
- l'Almanacco del West a Tex Willer
- l'Almanacco del Giallo a Nick Raider fino al 2004 e a Julia dal 2005 al 2014
- l'Almanacco dell'Avventura a Mister No o a Zagor (fino al 1996 era di Mister No, dal 1997 al 2000 alternativamente di Zagor e di Mister No, dal 2001 al 2012 di Zagor; dal 2013 non è più associato ad un personaggio fisso)

La formula degli Almanacchi prevede una o più storie a fumetti inedite pubblicate insieme a servizi, articoli e brevi saggi inerenti al genere narrativo cui è dedicato l'albo, oltre a una rassegna critica su pellicole, pubblicazioni ed altri media dell'anno precedente. A partire dal numero 117 del settembre 2012, la serie ha subito un restyling grafico.

## La formula "Magazine"
Dal numero 132 dell'aprile 2015 gli albi hanno cambiato ufficialmente nome in Magazine, continuando comunque la numerazione della collana. Tuttavia, i "nuovi" Almanacchi non sono più espressamente legati alla tematica (mistero, avventura, giallo, paura...) bensì al personaggio, presentando in copertina la testata della serie regolare del personaggio stesso, ma mantenendo sostanzialmente invariati i contenuti e la struttura. La sequenza delle uscite, invece, non è più a rotazione fissa ma varia liberamente.
Fa eccezione rispetto agli altri il nuovo Avventura Magazine, che contiene monografie su grandi autori del passato della casa editrice e ristampe a colori di alcune delle loro storie più significative. In realtà questo ciclo era già cominciato con l'Almanacco dell'Avventura 2013 (del settembre 2012), dedicato alla scomparsa di Sergio Bonelli, poi proseguito l'anno dopo con un numero su Decio Canzio e Sergio Toppi, successivamente con un volume su Gino D'Antonio e così via.
In alcuni casi, invece, sono usciti degli albi a veste Magazine dedicati solo occasionalmente ad un personaggio: è il caso di Zagor 60 Magazine, uscito nel novembre 2021 in occasione dei 60 anni dalla creazione (1961), e di Martin Mystère Magazine, uscito nel novembre 2022 per celebrare i 40 anni nelle edicole (1982).